# Вестпорт (Вашингтон)
Вестпорт (англ. Westport) — місто (англ. city) в США, в окрузі Ґрейс-Гарбор штату Вашингтон. Населення — 2213 особи (2020).

## Географія
Вестпорт розташований за координатами 46°53′30″ пн. ш. 124°6′50″ зх. д. / 46.89167° пн. ш. 124.11389° зх. д. (46.891724, -124.113910).  За даними Бюро перепису населення США в 2010 році місто мало площу 11,66 км², з яких 9,59 км² — суходіл та 2,08 км² — водойми. В 2017 році площа становила 13,62 км², з яких 9,56 км² — суходіл та 4,06 км² — водойми.

## Демографія
Згідно з переписом 2010 року, у місті мешкало 2099 осіб у 999 домогосподарствах у складі 527 родин. Густота населення становила 180 осіб/км².  Було 1561 помешкання (134/км²).
Расовий склад населення:
| - 87,0 % — білих - 2,9 % — корінних американців - 1,1 % — азіатів - 0,9 % — чорних або афроамериканців - 4,5 % — осіб інших рас |

До двох чи більше рас належало 3,6 %. Частка іспаномовних становила 7,3 % від усіх жителів.
За віковим діапазоном населення розподілялося таким чином: 18,8 % — особи молодші 18 років, 59,9 % — особи у віці 18—64 років, 21,3 % — особи у віці 65 років та старші. Медіана віку мешканця становила 48,4 року. На 100 осіб жіночої статі у місті припадало 102,8 чоловіків;  на 100 жінок у віці від 18 років та старших — 99,9 чоловіків також старших 18 років.
Середній дохід на одне домашнє господарство  становив 41 124 долари США (медіана — 32 917), а середній дохід на одну сім'ю — 51 913 долари (медіана — 39 722). Медіана доходів становила 47 115 доларів для чоловіків та 26 875 доларів для жінок. За межею бідності перебувало 22,1 % осіб, у тому числі 40,0 % дітей у віці до 18 років та 16,7 % осіб у віці 65 років та старших.
Цивільне працевлаштоване населення становило 669 осіб. Основні галузі зайнятості: виробництво — 14,9 %, оптова торгівля — 13,5 %, публічна адміністрація — 12,7 %.